# ترانزستور الحث الساكن
الترانزستور ثابت الحثية (بالإنجليزية: Static induction transistor) هو ترانزستور عالي التردد. له تصميم عمودي بقنوات متعددة، يمكنه من الحصول على فروق جهد انهيار عالية، مقارنة مع الترانزستور ذو المفعول الحقلي، كما يمكنه العمل ضمن نطاقات كبيرة من التيار وفرق الجهد الكهربائيين.

## الخصائص
خصائص الترانزستور:
- قناة قصيرة طول
- بوابة (gate) منخفضة المواسعة المتتالية (على التولي)
- مواسعة قليلة بين البوابة (gate) والمصدر (source)
- مقاومة حرارية صغيرة
- حصانة جيدة ضد التشويش والذبذبة الجانبية
- قابلية للطاقة الصوتية عالية التردد
- سرعة التشغيل والإيقاف (تقريبا 0.25 ميكروثانية)

## التاريخ
تم اختراع الترانزستور من قبل المهندسين اليابانيين يون ايشي نيشيزاوا و واتانابه (Jun-ichi Nishizawa and Y. Watanabe) في عام 1950.